# India (película)
India es una película de Argentina dirigida por Armando Bó según el guion de Sergio Leonardo sobre un argumento de Armando Bó que se estrenó el 21 de enero de 1960 y que tuvo como protagonistas a Isabel Sarli, Guillermo Murray y Pedro Laxalt. Filmada en las Cataratas del Iguazú, la película es en blanco y negro con excepción de un tramo de cinco minutos que corresponden al baño de Isabel Sarli desnuda en una cascada, que está filmado en colores. Celia Queiró estuvo a cargo de la coreografía.

## Sinopsis
Un hombre que cruzó el río huyendo de la policía es hallado por una tribu liderada por una hermosa mujer.

## Reparto
Participaron del filme los siguientes intérpretes:
- Isabel Sarli …Ansisé
- Guillermo Murray …Dardo Fernández
- Pedro Laxalt …Comisario Marini
- Mario Casado …Tacasi
- Alberto Barcel …Moraca

## Comentarios
Armando Bó dijo:

”India hubiera sido una cosa bestial en ese momento, si Isabel hubiera salido como cualquier india. Pero tuvo que salir vestida.”

El Mundo comentó:

”Lo mejor, el final…Seguimos a fojas cero en eso de la recuperación del cine argentino.”